# كاكة
الكاكة (الاسم العلمي: Nestor meridionalis)؛ هو نوع كبير من الببغاء يتبع فصيلة السَّدَّافِيَّات الموجودة في الغابات الأصلية لنيوزيلندا. غالبًا ما تُعرف الأنواع بالاسم المختصر (kākā)، رغم أنها تشترك في هذا الاسم مع كاكة نورفولك وكاكة تشاتام المُنقرضَة هُوليسينيًّا. تُعُرِّف على نوعين فرعيين من الكاكة. هي مُهددة بِالانقراض واختفت من الكثير من مَوَاطِنِهَا، رغم أن إعادة إدخال الكاكة إلى الجزيرة الشمالية في ويلينغتون أدى إلى زيادة عدد الطيور في جميع أنحاء المدينة.